# 圣科隆布德佩尔
圣科隆布德佩尔（法語：Sainte-Colombe-de-Peyre，法語發音：[sɛ̃t kɔlɔ̃b də pɛʁ]）是法国洛泽尔省的一个旧市镇，属于芒德区。

## 地理
圣科隆布德佩尔（44°41'25"N, 3°14'21"E）面积21.9 平方千米，位于法国奧克西塔尼大區洛泽尔省，该省份为法国南部内陆省份，北起上盧瓦爾省和康塔爾省，西接阿韦龙省，南至加尔省，东临阿尔代什省。
与圣科隆布德佩尔接壤的市镇（或旧市镇、城区）包括：拉沙兹德佩尔、圣索沃尔德佩尔、勒比松、普兰叙埃若勒。
圣科隆布德佩尔的时区为UTC+01:00、UTC+02:00（夏令时）。

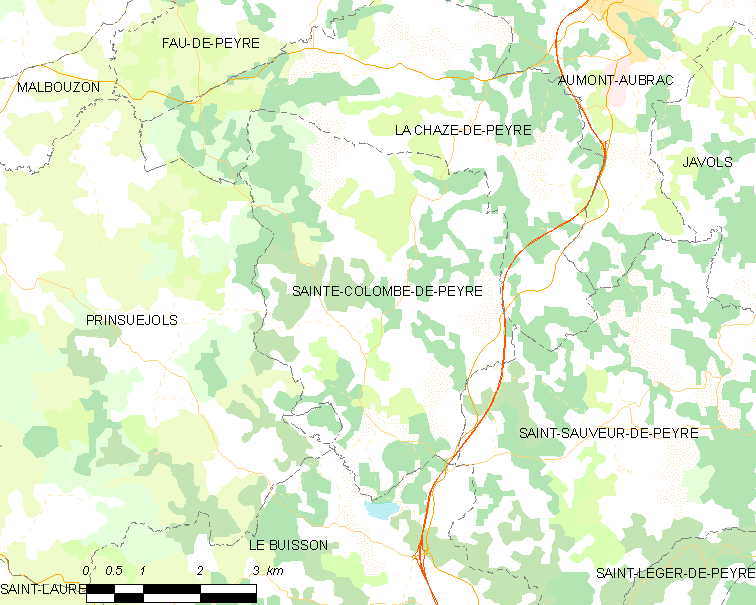
圣科隆布德佩尔的OSM定位图

## 行政
圣科隆布德佩尔的邮政编码为48130，INSEE市镇编码为48142。

## 政治
圣科隆布德佩尔所属的省级选区为欧布拉克地区佩尔县。

## 人口

1962-2008年间圣科隆布德佩尔人口变化图示

圣科隆布德佩尔于2018年1月1日时的人口数量为189人。